# Palokankaan lammet
Palokankaan lammet este o arie protejată (arie specială de conservare — SAC, sit de importanță comunitară — SCI, arie de protecție specială avifaunistică — SPA) din Finlanda întinsă pe o suprafață de 81 ha, integral pe uscat.

## Localizare
Centrul sitului Palokankaan lammet este situat la coordonatele 63°05′11″N 26°02′52″E / 63.0864°N 26.0478°E.

## Înființare
Situl Palokankaan lammet a fost declarat sit de importanță comunitară în august 1998 pentru a proteja 6 specii de animale. Alte tipuri de protecție:
- arie de protecție specială avifaunistică (în august 1998)[2]
- arie specială de conservare (în aprilie 2015)[1][3][4]

## Biodiversitate
Situată în ecoregiunea boreală, aria protejată conține 5 habitate naturale: Lacuri și iazuri distrofice naturale, Cursuri de apă de la nivel de câmpie la nivel montan, cu vegetație Ranunculion fluitantis și Callitricho-Batrachion, Mlaștini turboase de tranziție și turbării mișcătoare, Taiga vestică, Mlaștini împădurite.
La baza desemnării sitului se află mai multe specii protejate de  păsări (6): lebădă de iarnă (Cygnus cygnus), ciocănitoare neagră (Dryocopus martius), Emberiza rustica, cufundar polar (Gavia arctica), cufundar mic (Gavia stellata),  cocoș de munte (Tetrao urogallus).